# Dutch Cell Dogs
Dutch Cell Dogs is een Nederlandse stichting welke asielhonden laat trainen door gedetineerden binnen de instellingen waar de gedetineerden verblijven. Dutch Cell Dogs werd in 2007 opgericht door Marlies de Bats en Betty Buijtels. In 2012 werd het een stichting. De stichting werkt samen met de Dierenbescherming en wordt mede gefinancierd door Stichting DierenLot.
De training haalt zowel de hond als de gedetineerde uit zijn isolement en heeft een positieve uitwerking op het gedrag van beide. Het trainen van de asielhonden gebeurt door middel van de clickermethode. Hiermee wordt enkel het positieve gedrag van de hond beloond en het negatieve gedrag genegeerd. Ook gedetineerden leren op deze manier dat ook zonder agressie en geweld veel bereikt kan worden.
De honden worden voor de training opgehaald bij een asiel in de omgeving van de instelling en na de training weer teruggebracht. Na een training van acht weken is de hond klaar voor plaatsing in een nieuw huishouden.
In 2016 werd de KRO-NCRV-televisieserie Tot elkaar Veroordeeld uitgezonden, waarin het werk van de stichting centraal stond. Ook het VPRO-kinderprogramma Beestieboys maakte een reportage over de stichting.